# 돈황군
돈황군(敦煌郡, 燉煌郡)은 중국의 옛 군으로, 하서사군(河西四郡) 중 하나다. 대략 현대의 주취안 시 둔황 시 지역이다.

## 유래
응소에 따르면 돈은 크다[大]는 뜻이고 황은 성하다[盛]의 뜻이다. 후지타 도요하치(藤田豊八)는 돈황은 토하라의 음역일 것이라고 했다.

## 전한
원수 2년(기원전 121년) 곽거병이 흉노의 혼야왕과 휴저왕을 격파하자 혼야왕이 휴저왕을 죽이고 휴저왕의 무리와 함께 투항하면서 한나라가 혼야왕과 휴저왕의 땅에 설치한 하서 4군 중 하나다. 설치된 시기는 이설이 있으나 한서 지리지의 주석에 따르면 후원 원년(기원전 88년)에 설치됐다. 혹은 원정 6년(기원전 111년)에 주천군 서부를 분할해 설치됐다. 원시 2년(2년)의 인구조사에 따르면 1만 1200호, 3만 8335명이 있었다. 아래의 속현 목록은 한서 지리지의 순서를 따르며, 원연·수화 연간(기원전 8년 무렵)의 현황으로 여겨지고, 일반적으로 첫 현이 군의 치소이다. 대략 현재의 주취안 시 서부에 해당한다.
| 현명   | 한자   | 대략적 위치             | 비고 |
| ------ | ------ | ----------------------- | --- |
| 돈황현 | 敦煌縣 | 주취안시 둔황 시 서     | 중부도위(中部都尉)의 치소가 보광후관(步廣候官)에 있다. 두예·임요수(林堯叟)가 춘추좌씨전 주석에서 말한 옛 과주(瓜州) 땅인데 아름다운 외[美瓜]가 난다. |
| 명안현 | 冥安縣 | 주취안시 과저우 현 남   | 남쪽에서 적단수(籍端水)가 강중(羌中)에서 나서 서북으로 못에 들어가 백성들의 밭에 물을 댄다.                                                          |
| 효곡현 | 效穀縣 | 주취안시 과저우 현 남서 | |
| 연천현 | 淵泉縣 | 주취안시 과저우 현 동   | |
| 광지현 | 廣至縣 | 주취안시 과저우 현 남서 | 의화도위(宜禾都尉)의 치소가 곤륜장(昆侖障)에 있다.                                                                                                   |
| 용륵현 | 龍勒縣 | 주취안시 둔황 시 남서   | 양관(陽關)과 옥문관(玉門關)이 있어 모두 도위가 다스린다. 저치수(氐置水)가 남강중(南羌中)에서 나서 동북으로 못에 들어가 백성들의 밭에 물을 댄다.      |

## 신나라
군의 이름을 돈덕(敦德)으로 고치고 다음 현의 이름을 고쳤다. 문덕대윤(文德大尹)이라고 적힌 인장이 발굴돼 처음에는 군의 이름을 문덕(文德)으로 고쳤다가 나중에 돈덕으로 고친 것으로 보인다.
| 전한       | 신         |
| ---------- | ---------- |
| 돈황(敦煌) | 돈덕(敦德) |
| 광지(廣至) | 광환(廣桓) |

## 역대 장관
- 윤봉
- 창자(태화 연간)
- 왕천(王遷, 창자의 후임)
- 조기(趙基, 왕천의 후임)
- 황보륭(조기의 후임, 가평 연간)

## 같이 보기
- 하서사군